# Are You Dead Yet?
Are You Dead Yet? är det femte albumet från det finska death metal-bandet Children of Bodom. Albumet utkom i Finland den 14 september 2005 och internationellt den 19 september 2005. 

## Låtar
Originalnummer
1. "Living Dead Beat" – 5:18
2. "Are You Dead Yet?" – 3:54
3. "If You Want Peace... Prepare For War" – 3:57
4. "Punch Me I Bleed" – 4:51
5. "In Your Face" – 4:16
6. "Next In Line" – 4:19
7. "Bastards Of Bodom" – 3:29
8. "Trashed, Lost & Strungout" – 4:01
9. "We're Not Gonna Fall" – 3:17

Bonusnummer
- "Somebody Put Something in My Drink" – 3:18
- "Rebel Yell" – 4:12
- "Oops!... I Did It Again" – 3:19
- "Talk Dirty to Me" – 3:38
- "Living Dead Beat (live)" – 4:49
- "Follow the Reaper (live)" – 3:56
- "Hate Crew Deathroll (live)" – 5:04

## Medverkande
- Alexi Laiho - sång, gitarr
- Roope Latvala - gitarr
- Janne Warman - keyboard
- Henkka Seppälä - bas
- Jaska Raatikainen - trummor